# サニックスワールドラグビーユース交流大会2024
サニックスワールドラグビーユース交流大会2024は、2024年4月28日から5月5日までグローバルアリーナ（福岡県宗像市）で開催される、サニックスワールドラグビーユース交流大会である。サニックスが特別協賛し、高校生世代の国内・海外チームが対戦する。男子15人制は23回目、女子7人制大会は11回目となる。

## 概要
前大会と異なり、新チームの実力をより評価する趣旨から、当時3年生（現在は卒業生）を中心に出場した12-1月開催の全国高等学校ラグビーフットボール大会の上位チームを減らし、新2・新3年生が出場した3月開催の全国高等学校選抜ラグビーフットボール大会上位チームに出場権を多く与えた。
- 主催：日本ラグビーフットボール協会、サニックススポーツ振興財団、グローバルアリーナ
- 主管（運営）：九州ラグビーフットボール協会、福岡県ラグビーフットボール協会、福岡県高等学校体育連盟ラグビー専門部、サニックスワールドラグビーユース交流大会実行委員会
- 年齢資格は、2006年1月1日以降の生まれ。2006年生まれの18歳までとなり、2005年生まれの18歳は不可となる。
- 海外チームは、各国ラグビー協会からの推薦。国内女子チームは、関東・関西・九州各ラグビー協会からの推薦。
- 国内男子チームは、予選大会優勝チームと、第103回全国高等学校ラグビーフットボール大会から上位2チーム、第25回全国高等学校選抜ラグビーフットボール大会から4チーム、九州協会推薦チーム。
- 優勝・準優勝のチームを表彰する。
- 大会アンバサダー：新谷あやか[3]

## 日程
- 4月28日 - 男子15人制：予選リーグ、女子セブンズ：予選リーグ
- 4月29日 - 男子15人制：予選リーグ、女子セブンズ：順位トーナメント・表彰式
- 5月1日 - 男子15人制：予選リーグ
- 5月3日 - 男子15人制：順位決定トーナメント1日目
- 5月5日 - 男子15人制：順位決定トーナメント2日目・表彰式

## 出場校

### 男子15人制
16チーム（国内8、海外8）

#### 国内チーム
- 御所実業高等学校（2024予選会 優勝）[4][5]
- 桐蔭学園高等学校（第103回全国高等学校ラグビーフットボール大会 優勝）[6]
- 東福岡高等学校（第103回全国高等学校ラグビーフットボール大会 準優勝）[6]
- 大阪桐蔭高等学校（第25回全国高等学校選抜ラグビーフットボール大会 優勝）[7]
- 石見智翠館高等学校（第25回全国高等学校選抜ラグビーフットボール大会 準優勝）[7]
- 國學院栃木高等学校（第25回全国高等学校選抜ラグビーフットボール大会 3位）[7]
- 東海大学付属相模高等学校（第25回全国高等学校選抜ラグビーフットボール大会 ベスト8）[注釈 2][7]
- 大分東明高等学校（九州協会推薦チーム）

#### 海外チーム
- セント オーガスティンズ カレッジ（オーストラリア）
- ジェングオ ハイスクール（中華台北）
- トルロ カレッジ（イングランド）
- チュンブク ハイスクール（韓国）
- サウスランド ボーイズ ハイスクール（ニュージーランド）
- マハトマ ガンジー メモリアル スクール（フィジー）
- ウィントフック ジムナジウム（ナミビア）
- ジェスイット ハイスクール（アメリカ合衆国）

### 女子セブンズ
8チーム（国内4、海外4）

#### 国内チーム
- 麗澤高等学校（千葉県）
- 関東学院六浦高等学校（神奈川県）
- 京都成章高等学校（京都府）
- 福岡ラグビーフットボールクラブ（福岡県）

#### 海外チーム
- バーカー カレッジ（オーストラリア）
- SGSカレッジ,ブリストル（イングランド）
- マヌクラ（ニュージーランド）
- ラジャプラジャヌグロ66（タイ）

## 競技方法

### 男子15人制
- 予選リーグは25分ハーフ。4チームずつ4プールに分かれ、総当たり戦（各チーム3試合実施）。勝ち点でプール内の順位を決める。勝ち点は、勝ち4・引き分け2・負け0、勝ち負けに関係なく3トライ以上で1追加、7点差以内の負けで1追加[8]。勝ち点でプール内順位を決めるが、同点の場合は「当該チーム間の勝者」→「得失点差」→「総得点」などの優先順位により、規定で決定する[8]。
- 順位決定トーナメントは30分ハーフ。プール内の順位が同じチームで、順位決定トーナメントを行う。各プール1位は「1位～4位決定トーナメント」、各プール2位は「5位～8位決定トーナメント」、各プール3位は「9位～12位決定トーナメント」、各プール4位は「13位～16位決定トーナメント」で競う。同点の場合は「トライ数」→「ペナルティトライ数」→「トライ後のゴール数」などの優先順位により、規定で決定する[8]。ただし、決勝戦の同点は両者優勝とし、最終順位が決まる試合での同点は引き分け（同じ最終順位）となる[8]。

### 女子セブンズ
- 予選リーグは、4チームずつ2プールに分かれ、総当たり戦（各チーム3試合実施）。勝ち点は、勝ち3・引き分け2・負け1・棄権0。勝ち点により、各プールでの順位を決める。同点の場合は、「当該チーム間の勝者」→「得失点差」→「総得点」などの優先順位により、規定で決定する[9]。
- 順位決定トーナメントは、各プール1・2位チームによる「1位～4位決定トーナメント」、各プール3・4位チームによる「5位～8位決定トーナメント」を行う。同点の場合は「トライ数」→「ペナルティトライ数」→「トライ後のゴール数」→「サドンデスの延長戦」の優先順位により決定する[9]。

## 試合結果
- 時刻はすべて日本標準時 (UTC+9)

### 女子セブンズ

#### 予選リーグ
A・B各プール1・2位が1～4位決定トーナメント進出、各プール3・4位が5～8位決定トーナメント進出。

##### プールA
| 順 位 | チーム                         | 試 合 | 勝 利 | 引 分 | 敗 戦 | 得 点 | 失 点 | 点 差 |
| ----- | ------------------------------ | ----- | ----- | ----- | ----- | ----- | ----- | ----- |
| 1     | マヌクラ（ニュージーランド）   | 3     | 3     | 0     | 0     | 115   | 12    | 103   |
| 2     | 京都成章高等学校（京都府）     | 3     | 2     | 0     | 1     | 86    | 24    | 62    |
| 3     | 麗澤高等学校（千葉県）         | 3     | 1     | 0     | 2     | 62    | 55    | 7     |
| 4     | ラジャプラジャヌグロ66（タイ） | 3     | 0     | 0     | 3     | 0     | 172   | -172  |

| 2024年4月28日 12:00 | マヌクラ | 80-15 | 麗澤高等学校 | グローバルアリーナ（福岡県宗像市）フィールドA |
| 2024年4月28日 12:00 | レポート |       |              | グローバルアリーナ（福岡県宗像市）フィールドA |

| 2024年4月28日 12:20 | ラジャプラジャヌグロ66 | 0-55 | 京都成章高等学校 | フィールドA |
| 2024年4月28日 12:20 | レポート               |      |                  | フィールドA |

| 2024年4月28日 14:00 | マヌクラ | 24-7 | 京都成章高等学校 | フィールドA |
| 2024年4月28日 14:00 | レポート |      |                  | フィールドA |

| 2024年4月28日 14:20 | ラジャプラジャヌグロ66 | 0-57 | 麗澤高等学校 | フィールドA |
| 2024年4月28日 14:20 | レポート               |      |              | フィールドA |

| 2024年4月28日 16:00 | マヌクラ | 60-0 | ラジャプラジャヌグロ66 | フィールドA |
| 2024年4月28日 16:00 | レポート |      |                        | フィールドA |

| 2024年4月28日 16:20 | 麗澤高等学校 | 0-24 | 京都成章高等学校 | フィールドA |
| 2024年4月28日 16:20 | レポート     |      |                  | フィールドA |

##### プールB
| 順 位 | チーム                                   | 試 合 | 勝 利 | 引 分 | 敗 戦 | 得 点 | 失 点 | 点 差 |
| ----- | ---------------------------------------- | ----- | ----- | ----- | ----- | ----- | ----- | ----- |
| 1     | 関東学院六浦高等学校（神奈川県）         | 3     | 3     | 0     | 0     | 106   | 10    | 96    |
| 2     | 福岡ラグビーフットボールクラブ（福岡県） | 3     | 2     | 0     | 1     | 80    | 7     | 73    |
| 3     | SGSカレッジ,ブリストル（イングランド）   | 3     | 1     | 0     | 2     | 15    | 88    | -73   |
| 4     | バーカーカレッジ（オーストラリア）       | 3     | 0     | 0     | 3     | 19    | 115   | -96   |

| 2024年4月28日 12:40 | バーカーカレッジ | 0-53 | 福岡ラグビーフットボールクラブ | グローバルアリーナ（福岡県宗像市）フィールドA |
| 2024年4月28日 12:40 | レポート         |      |                                | グローバルアリーナ（福岡県宗像市）フィールドA |

| 2024年4月28日 13:00 | SGSカレッジ,ブリストル | 0-52 | 関東学院六浦高等学校 | フィールドA |
| 2024年4月28日 13:00 | レポート               |      |                      | フィールドA |

| 2024年4月28日 14:40 | バーカーカレッジ | 5-47 | 関東学院六浦高等学校 | フィールドA |
| 2024年4月28日 14:40 | レポート         |      |                      | フィールドA |

| 2024年4月28日 15:00 | SGSカレッジ,ブリストル | 0-22 | 福岡ラグビーフットボールクラブ | フィールドA |
| 2024年4月28日 15:00 | レポート               |      |                                | フィールドA |

| 2024年4月28日 16:40 | バーカーカレッジ | 14-15 | SGSカレッジ,ブリストル | フィールドA |
| 2024年4月28日 16:40 | レポート         |       |                        | フィールドA |

| 2024年4月28日 17:00 | 福岡ラグビーフットボールクラブ | 5-7 | 関東学院六浦高等学校 | フィールドA |
| 2024年4月28日 17:00 | レポート                       |     |                      | フィールドA |

#### 順位決定トーナメント

##### 5～8位トーナメント
1回戦
| 2024年4月29日 10:00 | 麗澤高等学校 | 20-0 | バーカーカレッジ | グローバルアリーナ（福岡県宗像市）フィールドA |
| 2024年4月29日 10:00 | レポート     |      |                  | グローバルアリーナ（福岡県宗像市）フィールドA |

| 2024年4月29日 10:00 | ラジャプラジャヌグロ66 | 0-29 | SGSカレッジ,ブリストル | フィールドA |
| 2024年4月29日 10:00 | レポート               |      |                        | フィールドA |

7位決定戦
| 2024年4月29日 12:00 | バーカーカレッジ | 27-7 | ラジャプラジャヌグロ66 | フィールドA |
| 2024年4月29日 12:00 | レポート         |      |                        | フィールドA |

5位決定戦
| 2024年4月29日 12:00 | 麗澤高等学校 | 17-15 | SGSカレッジ,ブリストル | フィールドA |
| 2024年4月29日 12:00 | レポート     |       |                        | フィールドA |

##### 1～4位トーナメント
準決勝
| 2024年4月29日 10:40 | マヌクラ | 5-17     | 福岡ラグビーフットボールクラブ | グローバルアリーナ（福岡県宗像市）フィールドA |
| 2024年4月29日 10:40 | T: 1     | レポート | T: 3                           | グローバルアリーナ（福岡県宗像市）フィールドA |

| 2024年4月29日 11:00 | 京都成章高等学校 | 10-7     | 関東学院六浦高等学校 | フィールドA |
| 2024年4月29日 11:00 | T: 2             | レポート | T: 1                 | フィールドA |

3位決定戦
| 2024年4月29日 13:00 | マヌクラ | 5-20     | 関東学院六浦高等学校 | フィールドA |
| 2024年4月29日 13:00 | T: 1     | レポート | T: 4                 | フィールドA |

決勝戦
| 2024年4月29日 13:30 | 福岡ラグビーフットボールクラブ | 17-7     | 京都成章高等学校 | フィールドA |
| 2024年4月29日 13:30 | T: 3                           | レポート | T: 1             | フィールドA |

| サニックスワールドラグビーユース交流大会2024 女子セブンズ 優勝 |
| -------------------------------------------------------------- |
| 福岡ラグビーフットボールクラブ （初）                          |

#### 最終順位
- 1位：福岡ラグビーフットボールクラブ（福岡県）[10]
- 2位：京都成章高等学校（京都府）
- 3位：関東学院六浦高等学校（神奈川県）
- 4位：マヌクラ（ニュージーランド）
- 5位：麗澤高等学校（千葉県）
- 6位：SGSカレッジ,ブリストル（イングランド）
- 7位：バーカーカレッジ（オーストラリア）
- 8位：ラジャプラジャヌグロ66（タイ）

### 男子15人制

#### 予選リーグ
A・B・C・D各プール4チームで予選リーグを対戦。プール1位どうしで1～4位決定トーナメントに進出する。プール2位は5～8位決定トーナメントへ、プール3位は9～12位決定トーナメントへ、プール4位は13～16位決定トーナメントへ進む。

##### プールA
| 順 位 | チーム                                 | 試 合 | 勝 利 | 引 分 | 敗 戦 | 得 点 | 失 点 | 点 差 |
| ----- | -------------------------------------- | ----- | ----- | ----- | ----- | ----- | ----- | ----- |
| 1     | 大阪桐蔭高等学校（大阪府）             | 3     | 3     | 0     | 0     | 101   | 26    | 75    |
| 2     | 大分東明高等学校（大分県）             | 3     | 2     | 0     | 1     | 74    | 70    | 4     |
| 3     | トルロカレッジ（イングランド）         | 3     | 1     | 0     | 2     | 53    | 59    | -6    |
| 4     | ウィントフックジムナジウム（ナミビア） | 3     | 0     | 0     | 3     | 41    | 114   | -73   |

| 2024年4月28日 11:00 | トルロカレッジ | 14-24    | 大阪桐蔭高等学校 | グローバルアリーナ（福岡県宗像市）スタジアム |
| 2024年4月28日 11:00 | T: 2           | レポート | T: 4             | グローバルアリーナ（福岡県宗像市）スタジアム |

| 2024年4月28日 12:20 | ウィントフックジムナジウム | 26-42    | 大分東明高等学校 | グローバルアリーナ（福岡県宗像市）フィールドB |
| 2024年4月28日 12:20 | T: 4                       | レポート | T: 6             | グローバルアリーナ（福岡県宗像市）フィールドB |

| 2024年4月29日 10:00 | トルロカレッジ | 17-25    | 大分東明高等学校 | スタジアム |
| 2024年4月29日 10:00 | T: 2           | レポート | T: 4             | スタジアム |

| 2024年4月29日 10:00 | ウィントフックジムナジウム | 5-50     | 大阪桐蔭高等学校 | フィールドB |
| 2024年4月29日 10:00 | T: 1                       | レポート | T: 7             | フィールドB |

| 2024年5月1日 13:20 | トルロカレッジ | 22-10    | ウィントフックジムナジウム | スタジアム |
| 2024年5月1日 13:20 | T: 3           | レポート | T: 1                       | スタジアム |

| 2024年5月1日 13:20 | 大阪桐蔭高等学校 | 27-7     | 大分東明高等学校 | グローバルアリーナ（福岡県宗像市）フィールドA |
| 2024年5月1日 13:20 | T: 4             | レポート | T: 1             | グローバルアリーナ（福岡県宗像市）フィールドA |

##### プールB
| 順 位 | チーム                                         | 試 合 | 勝 利 | 引 分 | 敗 戦 | 得 点 | 失 点 | 点 差 |
| ----- | ---------------------------------------------- | ----- | ----- | ----- | ----- | ----- | ----- | ----- |
| 1     | 桐蔭学園高等学校（神奈川県）                   | 3     | 3     | 0     | 0     | 144   | 14    | 130   |
| 2     | 御所実業高等学校（奈良県）                     | 3     | 2     | 0     | 1     | 122   | 35    | 87    |
| 3     | マハトマガンジーメモリアルスクール（フィジー） | 3     | 1     | 0     | 2     | 88    | 50    | 38    |
| 4     | チュンブクハイスクール（韓国）                 | 3     | 0     | 0     | 3     | 0     | 255   | -255  |

| 2024年4月28日 12:20 | マハトマガンジーメモリアルスクール | 0-25     | 桐蔭学園高等学校 | グローバルアリーナ（福岡県宗像市）スタジアム |
| 2024年4月28日 12:20 | T: 0                               | レポート | T: 1             | グローバルアリーナ（福岡県宗像市）スタジアム |

| 2024年4月28日 13:40 | チュンブクハイスクール | 0-83     | 御所実業高等学校 | グローバルアリーナ（福岡県宗像市）フィールドB |
| 2024年4月28日 13:40 | T: 0                   | レポート | T: 13            | グローバルアリーナ（福岡県宗像市）フィールドB |

| 2024年4月29日 11:20 | マハトマガンジーメモリアルスクール | 5-25     | 御所実業高等学校 | スタジアム |
| 2024年4月29日 11:20 | T: 1                               | レポート | T: 2             | スタジアム |

| 2024年4月29日 11:20 | チュンブクハイスクール | 0-89     | 桐蔭学園高等学校 | フィールドB |
| 2024年4月29日 11:20 | T: 0                   | レポート | T: 13            | フィールドB |

| 2024年5月1日 14:40 | マハトマガンジーメモリアルスクール | 83-0     | チュンブク ハイスクール | スタジアム |
| 2024年5月1日 14:40 | T: 13                              | レポート | T: 0                    | スタジアム |

| 2024年5月1日 14:40 | 桐蔭学園高等学校 | 30-14    | 御所実業高等学校 | グローバルアリーナ（福岡県宗像市）フィールドA |
| 2024年5月1日 14:40 | T: 4             | レポート | T: 2             | グローバルアリーナ（福岡県宗像市）フィールドA |

##### プールC
| 順 位 | チーム                                           | 試 合 | 勝 利 | 引 分 | 敗 戦 | 得 点 | 失 点 | 点 差 |
| ----- | ------------------------------------------------ | ----- | ----- | ----- | ----- | ----- | ----- | ----- |
| 1     | セントオーガスティンズカレッジ（オーストラリア） | 3     | 3     | 0     | 0     | 115   | 29    | 86    |
| 2     | 東海大学付属相模高等学校（神奈川県）             | 3     | 2     | 0     | 1     | 69    | 49    | 20    |
| 3     | 石見智翠館高等学校（島根県）                     | 3     | 1     | 0     | 2     | 81    | 72    | 9     |
| 4     | ジェングオハイスクール（中華台北）               | 3     | 0     | 0     | 3     | 6     | 121   | -115  |

| 2024年4月28日 13:40 | セントオーガスティンズカレッジ | 47-12    | 石見智翠館高等学校 | グローバルアリーナ（福岡県宗像市）スタジアム |
| 2024年4月28日 13:40 | T: 7                           | レポート | T: 2               | グローバルアリーナ（福岡県宗像市）スタジアム |

| 2024年4月28日 15:00 | ジェングオハイスクール | 0-33     | 東海大学付属相模高等学校 | グローバルアリーナ（福岡県宗像市）フィールドB |
| 2024年4月28日 15:00 | T: 0                   | レポート | T: 5                     | グローバルアリーナ（福岡県宗像市）フィールドB |

| 2024年4月29日 12:40 | ジェングオハイスクール | 3-49     | 石見智翠館高等学校 | フィールドB |
| 2024年4月29日 12:40 | T: 0                   | レポート | T: 7               | フィールドB |

| 2024年4月29日 14:40 | セントオーガスティンズカレッジ | 29-14    | 東海大学付属相模高等学校 | スタジアム |
| 2024年4月29日 14:40 | T: 4                           | レポート | T: 2                     | スタジアム |

| 2024年5月1日 10:00 | セントオーガスティンズカレッジ | 39-3     | ジェングオハイスクール | スタジアム |
| 2024年5月1日 10:00 | T: 7                           | レポート | T: 0                   | スタジアム |

| 2024年5月1日 10:00 | 石見智翠館高等学校 | 20-22    | 東海大学付属相模高等学校 | グローバルアリーナ（福岡県宗像市）フィードA |
| 2024年5月1日 10:00 | T: 3               | レポート | T: 4                     | グローバルアリーナ（福岡県宗像市）フィードA |

##### プールD
| 順 位 | チーム                                               | 試 合 | 勝 利 | 引 分 | 敗 戦 | 得 点 | 失 点 | 点 差 |
| ----- | ---------------------------------------------------- | ----- | ----- | ----- | ----- | ----- | ----- | ----- |
| 1     | サウスランドボーイズハイスクール（ニュージーランド） | 3     | 3     | 0     | 0     | 126   | 36    | 90    |
| 2     | 東福岡高等学校（福岡県）                             | 3     | 1     | 1     | 1     | 73    | 24    | 49    |
| 3     | 國學院大學栃木高等学校（栃木県）                     | 3     | 1     | 1     | 1     | 111   | 46    | 65    |
| 4     | ジェスイットハイスクール（アメリカ合衆国）           | 3     | 0     | 0     | 3     | 3     | 207   | -204  |

| 2024年4月28日 15:00 | サウスランドボーイズハイスクール | 39-24    | 國學院大學栃木高等学校 | グローバルアリーナ（福岡県宗像市）スタジアム |
| 2024年4月28日 15:00 | T: 5                             | レポート | T: 3                   | グローバルアリーナ（福岡県宗像市）スタジアム |

| 2024年4月28日 16:20 | ジェスイットハイスクール | 3-54     | 東福岡高等学校 | スタジアム |
| 2024年4月28日 16:20 | T: 0                     | レポート | T: 10          | スタジアム |

| 2024年4月29日 14:00 | ジェスイットハイスクール | 0-80     | 國學院大學栃木高等学校 | グローバルアリーナ（福岡県宗像市）フィールドB |
| 2024年4月29日 14:00 | T: 0                     | レポート | T: 12                  | グローバルアリーナ（福岡県宗像市）フィールドB |

| 2024年4月29日 16:00 | サウスランドボーイズハイスクール | 14-12    | 東福岡高等学校 | スタジアム |
| 2024年4月29日 16:00 | T: 2                             | レポート | T: 2           | スタジアム |

| 2024年5月1日 11:20 | サウスランドボーイズハイスクール | 73-0     | ジェスイットハイスクール | スタジアム |
| 2024年5月1日 11:20 | T: 11                            | レポート | T: 0                     | スタジアム |

| 2024年5月1日 11:20 | 國學院大學栃木高等学校 | 7-7      | 東福岡高等学校 | グローバルアリーナ（福岡県宗像市）フィールドA |
| 2024年5月1日 11:20 | T: 1                   | レポート | T: 1           | グローバルアリーナ（福岡県宗像市）フィールドA |

#### 男子 1～4位決定トーナメント
| 準決勝      | 準決勝                           | 準決勝 |  |  | 決勝戦           | 決勝戦 |  |  | 3位決定戦                        | 3位決定戦 |
|             |                                  |        |  |  |                  |        |  |  |                                  |           |
| プールA 1位 | 大阪桐蔭高等学校                 | 24     |  |  |                  |        |  |  |                                  |           |
| プールD 1位 | サウスランドボーイズハイスクール | 17     |  |  |                  |        |  |  |                                  |           |
|             |                                  |        |  |  | 大阪桐蔭高等学校 | 17     |  |  | サウスランドボーイズハイスクール | 21        |
|             |                                  |        |  |  | 桐蔭学園高等学校 | 15     |  |  | セントオーガスティンズカレッジ   | 33        |
| プールC 1位 | セントオーガスティンズカレッジ   | 22     |  |  |                  |        |  |  |                                  |           |
| プールB 1位 | 桐蔭学園高等学校                 | 29     |  |  |                  |        |  |  |                                  |           |

##### 準決勝
| 2024年5月3日 13:30 | 大阪桐蔭高等学校 | 24-17    | サウスランドボーイズハイスクール | グローバルアリーナ（福岡県宗像市）スタジアム |
| 2024年5月3日 13:30 | T: 3             | レポート | T: 2                             | グローバルアリーナ（福岡県宗像市）スタジアム |

| 2024年5月3日 15:00 | セントオーガスティンズカレッジ | 22-29    | 桐蔭学園高等学校 | スタジアム |
| 2024年5月3日 15:00 | T: 3                           | レポート | T: 5             | スタジアム |

##### 3位決定戦
| 2024年5月5日 12:05 | サウスランドボーイズハイスクール | 21-33    | セントオーガスティンズカレッジ | スタジアム |
| 2024年5月5日 12:05 | T: 3                             | レポート | T: 5                           | スタジアム |

##### 決勝戦
| 2024年5月5日 14:10 | 大阪桐蔭高等学校 | 17-15    | 桐蔭学園高等学校 | スタジアム |
| 2024年5月5日 14:10 | T: 2             | レポート | T: 2             | スタジアム |

#### 男子 5～8位決定トーナメント
| 1回戦       | 1回戦                    | 1回戦 |  |  | 5位決定戦        | 5位決定戦 |  |  | 7位決定戦                | 7位決定戦 |
|             |                          |       |  |  |                  |           |  |  |                          |           |
| プールC 2位 | 東海大学付属相模高等学校 | 7     |  |  |                  |           |  |  |                          |           |
| プールD 2位 | 東福岡高等学校           | 30    |  |  |                  |           |  |  |                          |           |
|             |                          |       |  |  | 東福岡高等学校   | 7         |  |  | 東海大学付属相模高等学校 | 40        |
|             |                          |       |  |  | 御所実業高等学校 | 33        |  |  | 大分東明高等学校         | 47        |
| プールB 2位 | 御所実業高等学校         | 29    |  |  |                  |           |  |  |                          |           |
| プールA 2位 | 大分東明高等学校         | 14    |  |  |                  |           |  |  |                          |           |

##### 1回戦
| 2024年5月3日 10:00 | 東海大学付属相模高等学校 | 7-30     | 東福岡高等学校 | スタジアム |
| 2024年5月3日 10:00 | T: 1                     | レポート | T: 4           | スタジアム |

| 2024年5月3日 11:30 | 御所実業高等学校 | 29-14    | 大分東明高等学校 | スタジアム |
| 2024年5月3日 11:30 | T: 4             | レポート | T: 2             | スタジアム |

##### 7位決定戦
| 2024年5月5日 9:15 | 東海大学付属相模高等学校 | 40-47    | 大分東明高等学校 | スタジアム |
| 2024年5月5日 9:15 | T: 6                     | レポート | T: 7             | スタジアム |

##### 5位決定戦
| 2024年5月5日 10:40 | 東福岡高等学校 | 7-33     | 御所実業高等学校 | スタジアム |
| 2024年5月5日 10:40 | T: 1           | レポート | T: 5             | スタジアム |

#### 男子 9～12位決定トーナメント
| 1回戦       | 1回戦                              | 1回戦 |  |  | 9位決定戦              | 9位決定戦 |  |  | 11位決定戦                         | 11位決定戦 |
|             |                                    |       |  |  |                        |           |  |  |                                    |            |
| プールB 3位 | マハトマガンジーメモリアルスクール | 15    |  |  |                        |           |  |  |                                    |            |
| プールC 3位 | 石見智翠館高等学校                 | 29    |  |  |                        |           |  |  |                                    |            |
|             |                                    |       |  |  | 石見智翠館高等学校     | 26        |  |  | マハトマガンジーメモリアルスクール | 15         |
|             |                                    |       |  |  | 國學院大學栃木高等学校 | 19        |  |  | トルロカレッジ                     | 50         |
| プールD 3位 | 國學院大學栃木高等学校             | 24    |  |  |                        |           |  |  |                                    |            |
| プールA 3位 | トルロカレッジ                     | 20    |  |  |                        |           |  |  |                                    |            |

##### 1回戦
| 2024年5月3日 13:30 | マハトマガンジーメモリアルスクール | 15-29    | 石見智翠館高等学校 | フィールドA |
| 2024年5月3日 13:30 | T: 2                               | レポート | T: 3               | フィールドA |

| 2024年5月3日 15:00 | 國學院大學栃木高等学校 | 24-20    | トルロカレッジ | フィールドA |
| 2024年5月3日 15:00 | T: 4                   | レポート | T: 3           | フィールドA |

##### 11位決定戦
| 2024年5月5日 10:40 | マハトマガンジーメモリアルスクール | 15-50    | トルロカレッジ | フィールドB |
| 2024年5月5日 10:40 | T: 2                               | レポート | T: 7           | フィールドB |

##### 9位決定戦
| 2024年5月5日 10:40 | 石見智翠館高等学校 | 26-19    | 國學院大學栃木高等学校 | フィールドA |
| 2024年5月5日 10:40 | T: 4               | レポート | T: 3                   | フィールドA |

#### 男子 13～16位決定トーナメント
| 1回戦       | 1回戦                      | 1回戦 |  |  | 13位決定戦                 | 13位決定戦 |  |  | 15位決定戦             | 15位決定戦 |
|             |                            |       |  |  |                            |            |  |  |                        |            |
| プールB 4位 | チュンブクハイスクール     | 14    |  |  |                            |            |  |  |                        |            |
| プールD 4位 | ジェスイットハイスクール   | 21    |  |  |                            |            |  |  |                        |            |
|             |                            |       |  |  | ジェスイットハイスクール   | 17         |  |  | チュンブクハイスクール | 5          |
|             |                            |       |  |  | ウィントフックジムナジウム | 71         |  |  | ジェングオハイスクール | 76         |
| プールA 4位 | ウィントフックジムナジウム | 29    |  |  |                            |            |  |  |                        |            |
| プールC 4位 | ジェングオハイスクール     | 17    |  |  |                            |            |  |  |                        |            |

##### 1回戦
| 2024年5月3日 10:00 | チュンブクハイスクール | 14-21    | ジェスイットハイスクール | フィールドA |
| 2024年5月3日 10:00 | T: 2                   | レポート | T: 3                     | フィールドA |

| 2024年5月3日 11:30 | ウィントフックジムナジウム | 29-17    | ウィントフックジムナジウム | フィールドA |
| 2024年5月3日 11:30 | T: 5                       | レポート | T: 3                       | フィールドA |

##### 15位決定戦
| 2024年5月5日 9:15 | チュンブクハイスクール | 5-76     | ジェングオハイスクール | フィールドB |
| 2024年5月5日 9:15 | T: 1                   | レポート | T: 12                  | フィールドB |

##### 13位決定戦
| 2024年5月5日 9:15 | ジェスイットハイスクール | 17-71    | ウィントフックジムナジウム | フィールドA |
| 2024年5月5日 9:15 | T: 2                     | レポート | T: 11                      | フィールドA |

| サニックスワールドラグビーユース交流大会2024 男子15人制 優勝 |
| ------------------------------------------------------------ |
| 大阪桐蔭高等学校 （初）                                      |

#### 最終順位
- 1位：大阪桐蔭高等学校（大阪府）
- 2位：桐蔭学園高等学校（神奈川県）
- 3位：セント オーガスティンズ カレッジ（オーストラリア）
- 4位：サウスランド ボーイズ ハイスクール（ニュージーランド）
- 5位：御所実業高等学校（奈良県）
- 6位：東福岡高等学校（福岡県）
- 7位：大分東明高等学校（大分県）
- 8位：東海大学付属相模高等学校（神奈川県）
- 9位：石見智翠館高等学校（島根県）
- 10位：國學院栃木高等学校（栃木県）
- 11位：トルロ カレッジ（イングランド）
- 12位：マハトマ ガンジー メモリアル スクール（フィジー）
- 13位：ウィントフック ジムナジウム（ナミビア）
- 14位：ジェスイット ハイスクール（アメリカ合衆国）
- 15位：ジェングオ ハイスクール（中華台北）
- 16位：チュンブク ハイスクール（大韓民国）

## 放送
サニックス・ワールド・ラグビー・ユース交流大会公式ホームページで生配信予定。またJSPORTS・JSPORTSオンデマンドで後日放送予定。

## スポンサー

### 特別協賛
- サニックス

### 協賛
- 伸良商事、スズキスポーツ、サントリービバレッジソリューション、如水庵、ゼネラルアサヒ、イデックスオート・ジャパン、北洋建設、博運社、東京海上日動火災保険、吉武地区コミュニティ運営協議会